# 滨海基贝维尔
滨海基贝维尔（法語：Quiberville-sur-Mer，法語發音：[kibɛʁvil syʁ mɛʁ]；2024年之前名为基贝维尔 (Quiberville)）是法国滨海塞纳省的一个市镇，属于迪耶普区。

## 地理
滨海基贝维尔（49°53'54"N, 0°55'10"E）面积3.35 平方千米，位于法国诺曼底大区滨海塞纳省，该省份为法国北部沿海省份，其西部及北部濒大西洋英吉利海峡，东起顺时针与索姆省、瓦兹省、厄尔省和卡爾瓦多斯省接壤。
与滨海基贝维尔接壤的市镇（或旧市镇、城区）包括：丹堡、隆格伊、滨海圣欧班、滨海圣玛格丽特。
滨海基贝维尔的时区为UTC+01:00、UTC+02:00（夏令时）。

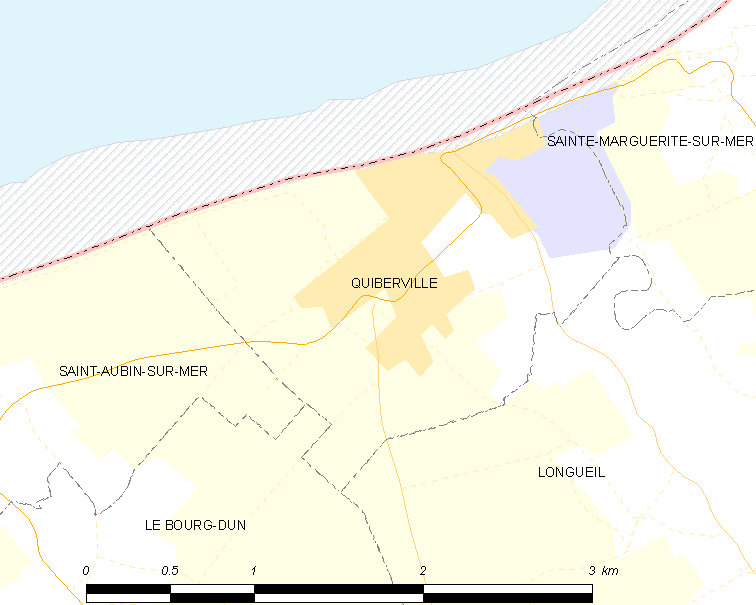
滨海基贝维尔的OSM定位图

## 行政
滨海基贝维尔的邮政编码为76860，INSEE市镇编码为76515。

## 政治
滨海基贝维尔所属的省级选区为迪耶普第一县。

## 人口

1962-2008年间滨海基贝维尔人口变化图示

滨海基贝维尔于2022年1月1日时的人口数量为544人。